# Wałcz
Wałcz é um município da Polônia, na voivodia da Pomerânia Ocidental e no condado de Wałcz. Estende-se por uma área de 38,17 km², com 25 801 habitantes, segundo os censos de 2016, com uma densidade de 675,9 hab/km².